# Jabłonka Słupecka
Jabłonka Słupecka – dawna wąskotorowa stacja kolejowa w Jabłonce, w woj. wielkopolskim, w Polsce. Stacja znajdowała się około 150 metrów na południe od obecnej drogi wojewódzkiej nr 263. Tory rozebrane na przełomie lat 1999/2000, w związku z ekspansją odkrywki węgla brunatnego Kazimierz Północ, prowadzonej przez KWB Konin. Starotorzem biegnie obecnie droga gruntowa, a pozostałe budynki zostały zaadaptowane na cele mieszkalne lub gospodarcze.
Przez Jabłonkę Słupecką przebiegały dwie wąskotorowe linie kolejowe: Anastazewo – Konin Wąskotorowy, biegnąca od dawnej granicy prusko-rosyjskiej w Anastazewie do Cukrowni Gosławice oraz Konina oraz Jabłonka Słupecka – Wilczyn, łącząca Jabłonkę, przez Kleczew i Sławoszewek z Wilczynem